# Gompholobium glabratum
Gompholobium glabratum är en ärtväxtart som beskrevs av Dc. Gompholobium glabratum ingår i släktet Gompholobium och familjen ärtväxter. IUCN kategoriserar arten globalt som livskraftig. Inga underarter finns listade i Catalogue of Life.

## Bildgalleri

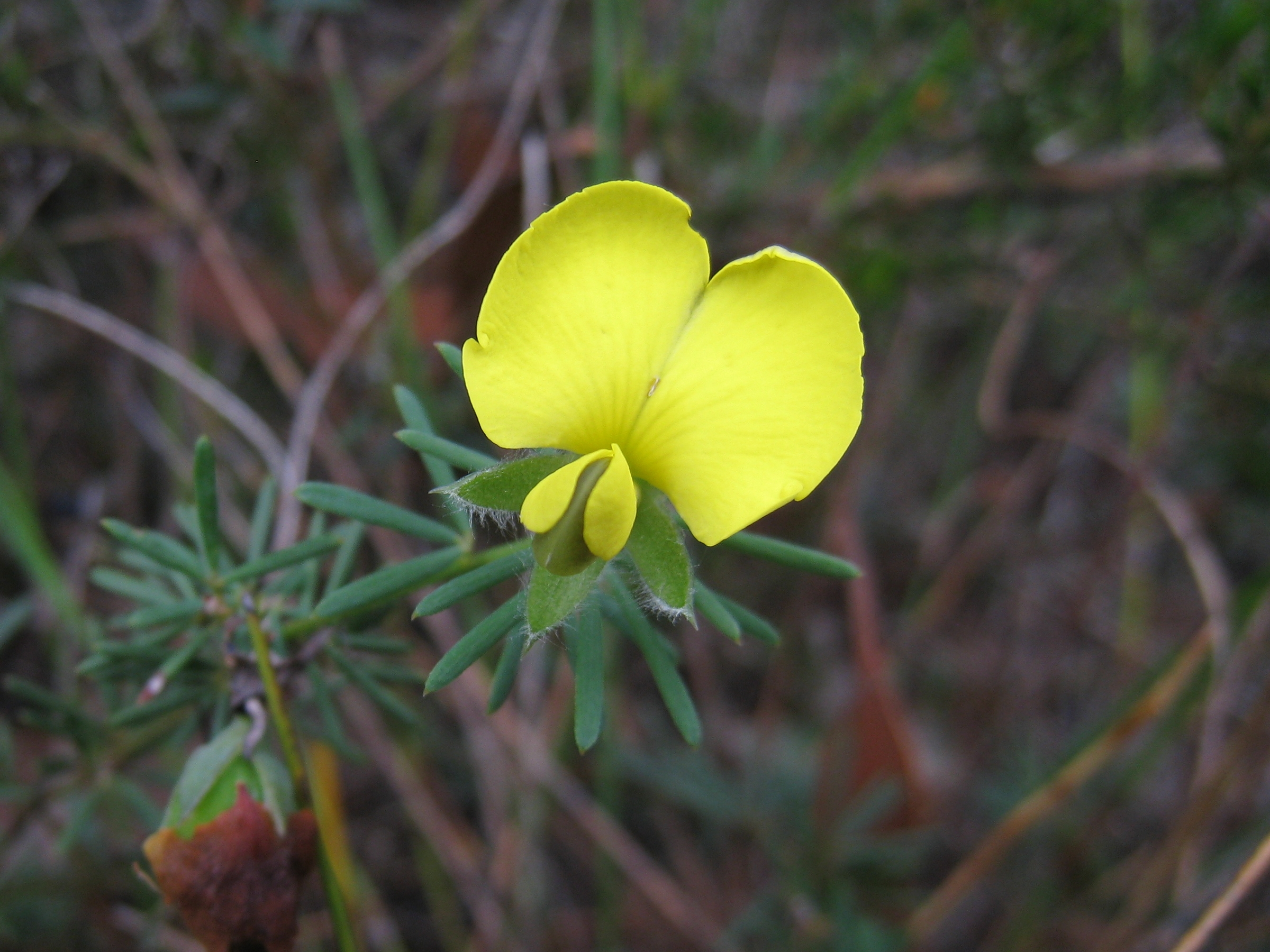
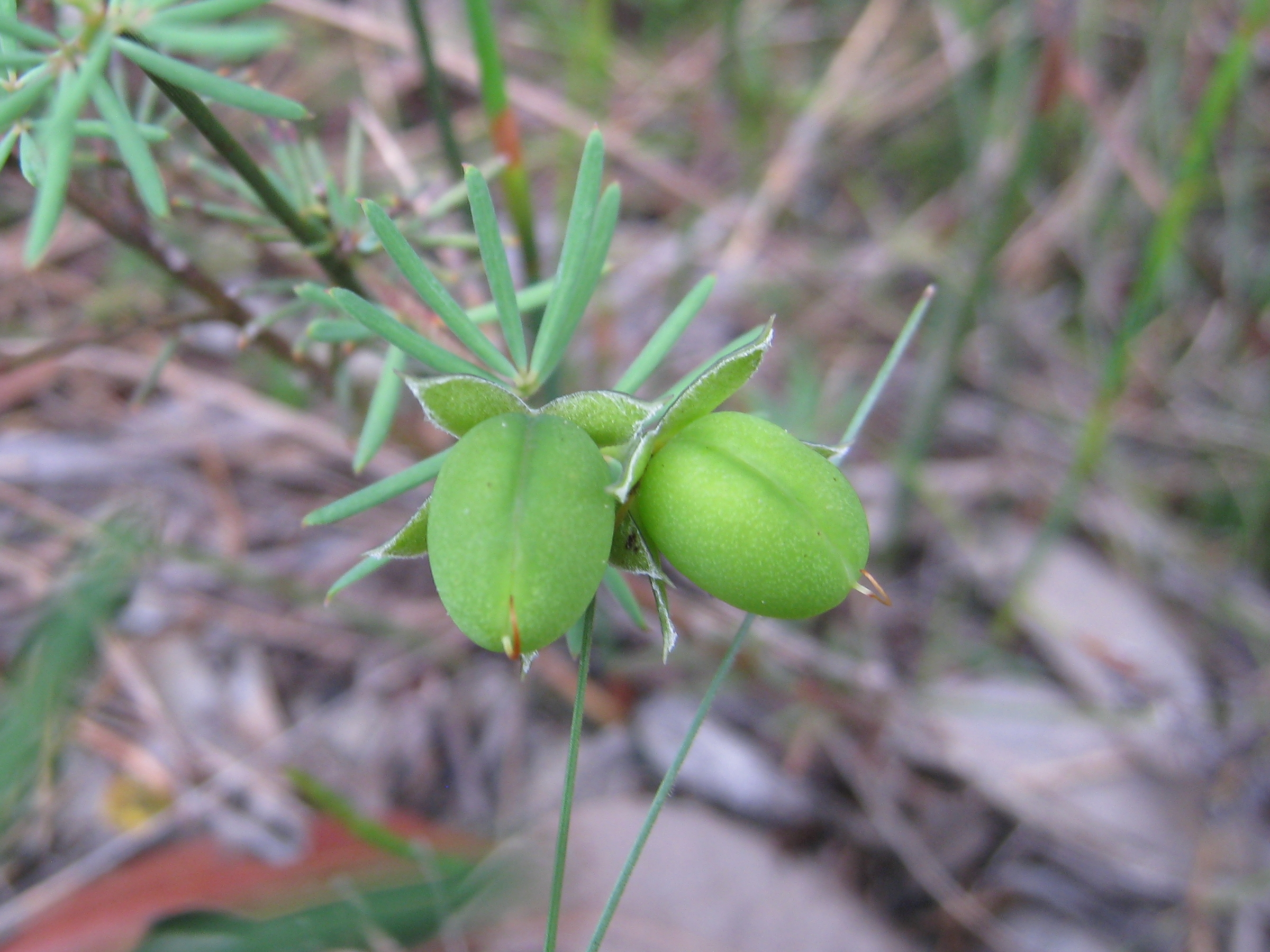